# Siempre en domingo (programa de televisión español)
Siempre en domingo fue un programa de televisión emitido por Televisión Española en la temporada 1971-1972. Se basó en el programa mexicano Siempre en domingo.

## Formato
Típico programa contenedor para la tarde de los domingos en el que se alternaban entrevistas, noticias, concursos (Los cinco magníficos y Jaque a la orquesta), humor y series de ficción (La chica de la tele, Randall, el justiciero, Los dos mosqueteros) y las secciones Zoo loco, Mundo Camp y A todo ritmo.

## Presentadores
El programa comenzó siendo dirigido y presentado por Manuel Martín Ferrand, acompañado por Antolín García, Joaquín Prat, Maribel Alonso, Joaquín Díaz Palacios, Mercedes Ibáñez y, la más tarde famosa cantante, Paloma San Basilio, en su debut en televisión.
En 1972 se produjo una renovación de rostros, cuando Martín Ferrand abandonó el programa. Siempre en domingo pasó a manos de Juan Antonio Fernández Abajo, Marisol González, Isabel Bauzá, Pilar Cañada, Clara Isabel Francia y José Luis Uribarri.